# Euphorbia candelabrum
Euphorbia candelabrum es una especie fanerógama perteneciente a la familia  Euphorbiaceae.

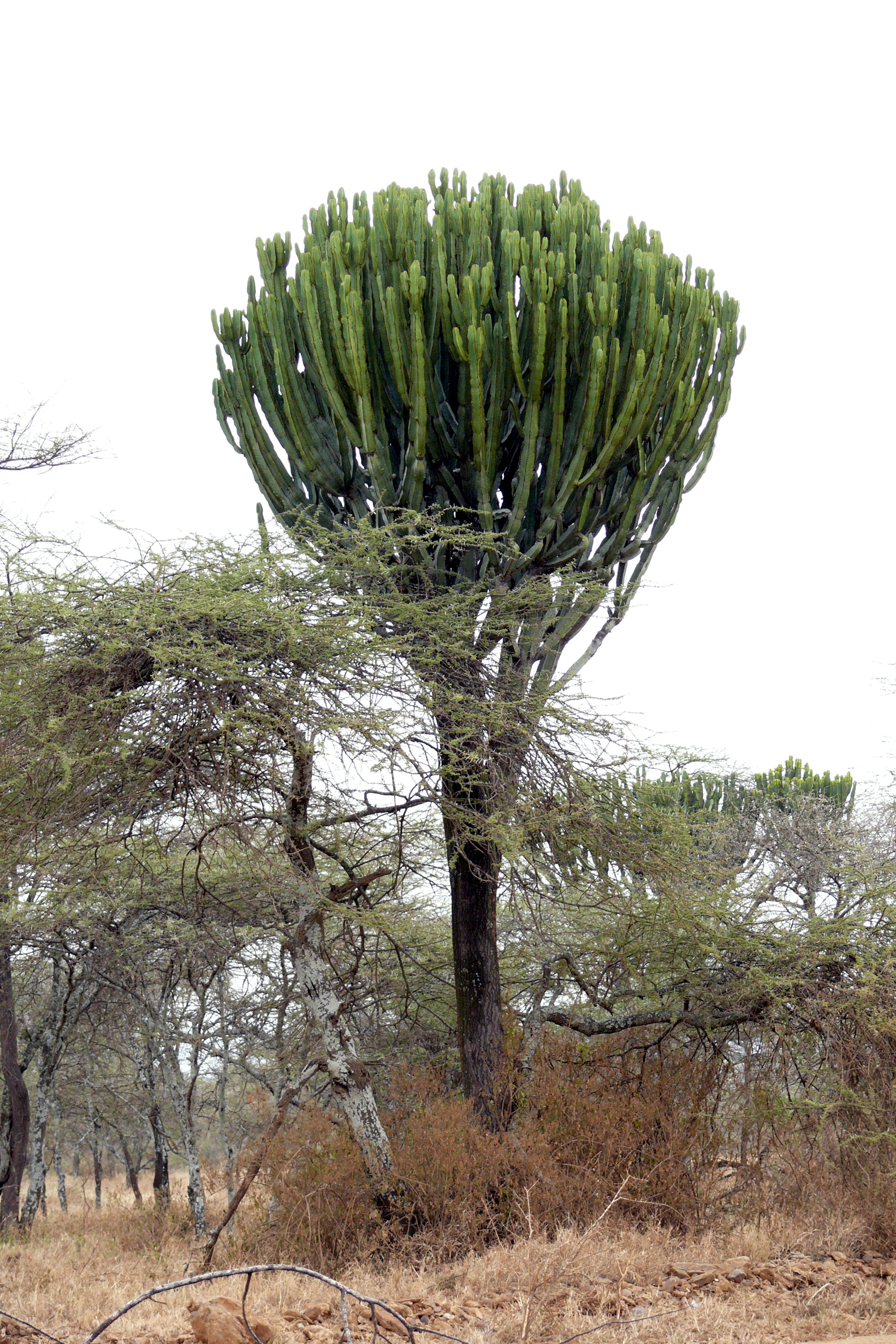
Vista del árbol

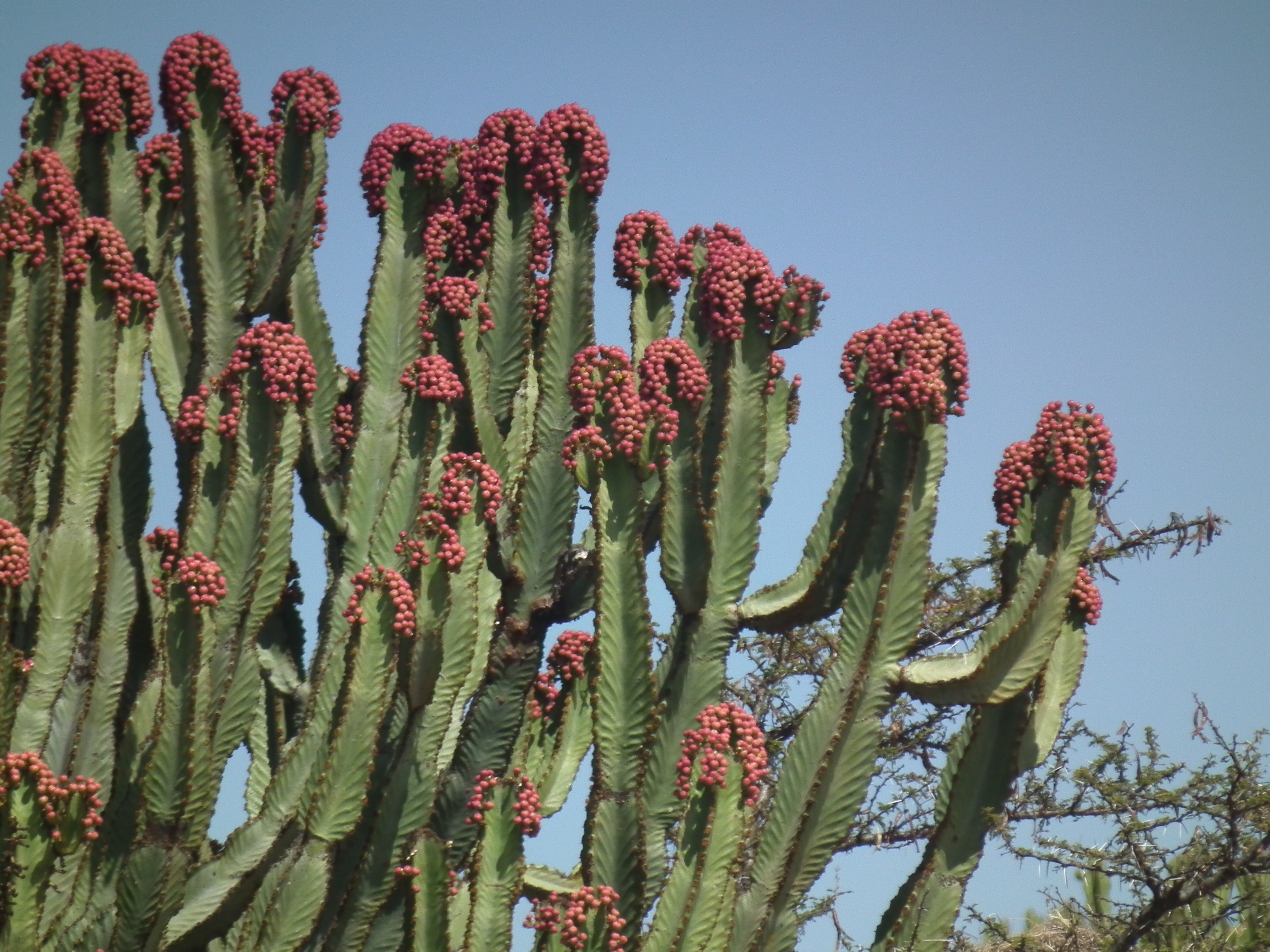
Inflorescencia

## Descripción
Es un árbol que alcanza un tamaño de hasta 12 (-20) m con un tronco simple ± Ø 90 cm de diámetro, con ramas persistentes de ± 3 m por encima, suberectas, densamente ramificadas para formar finalmente una gran corona ampliamente redondeada.

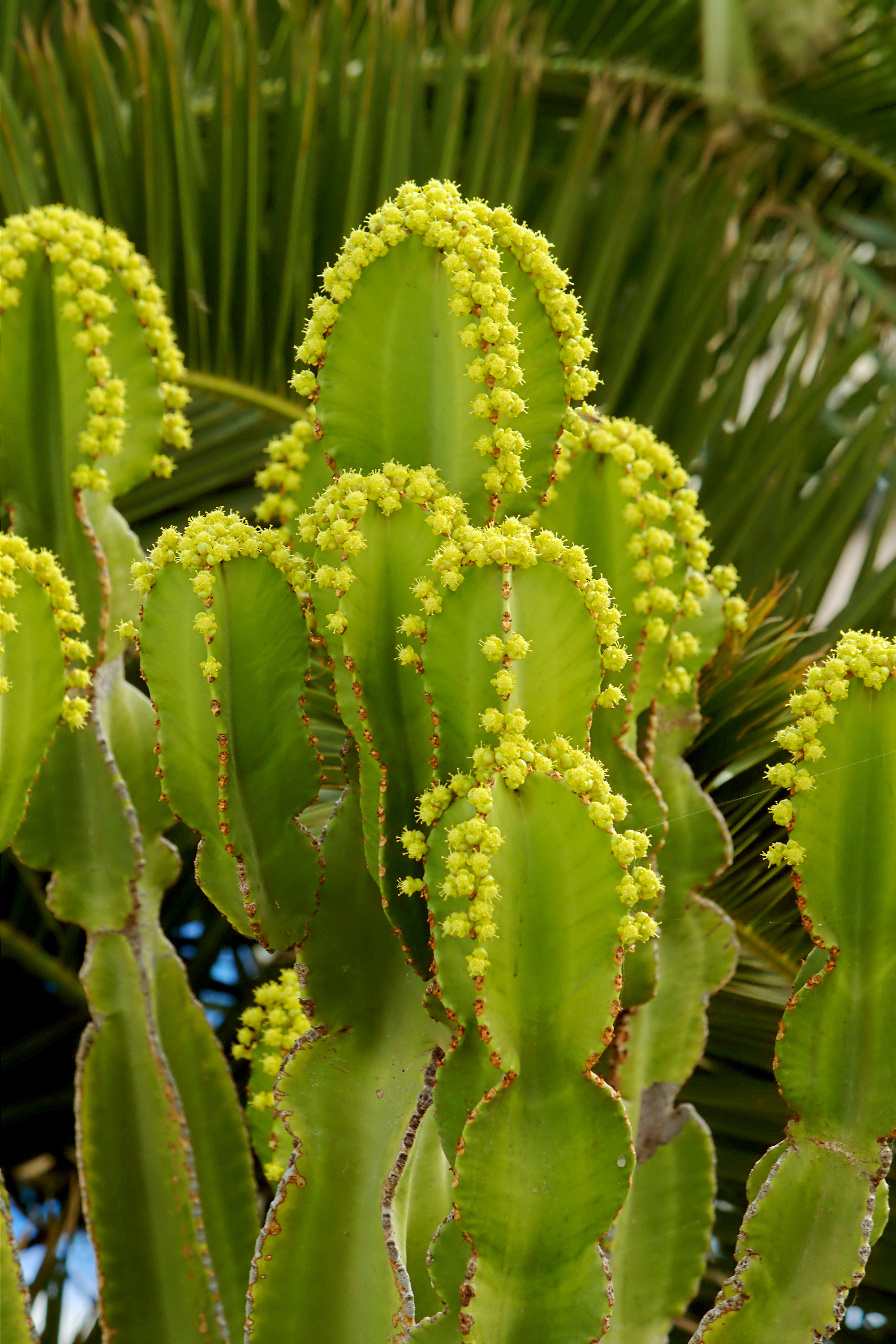
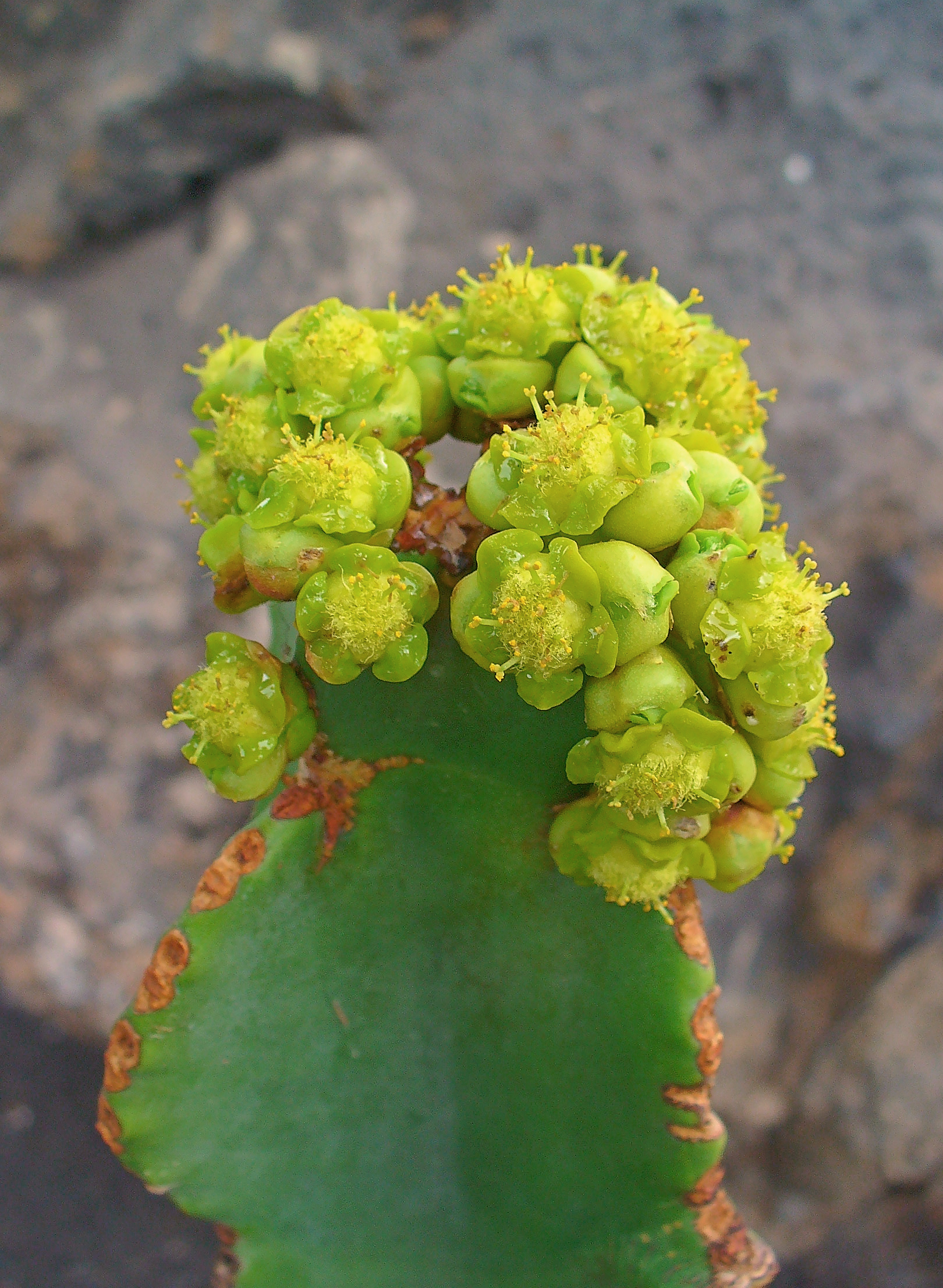
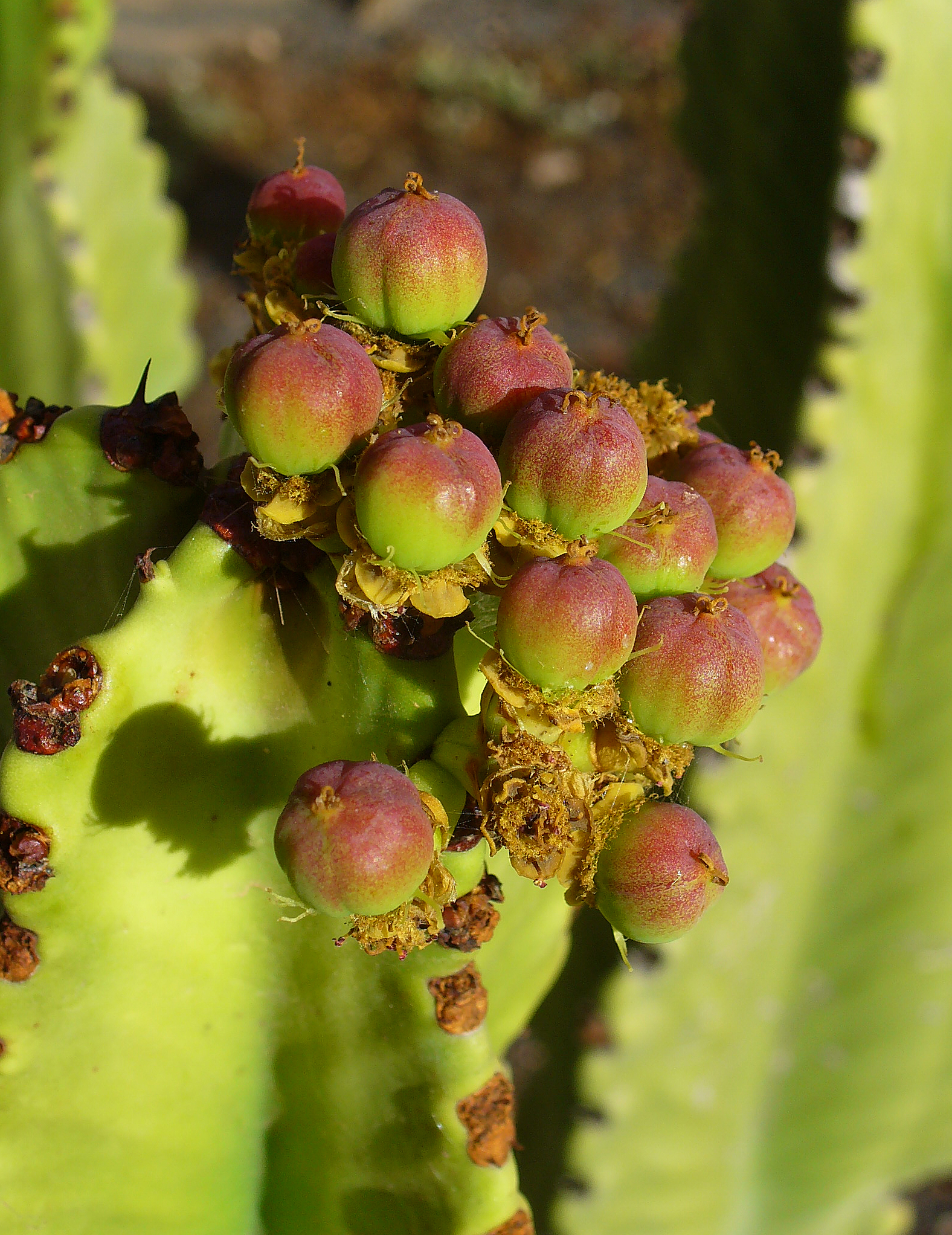

## Distribución
Es endémica del Cuerno de África y del este del continente a lo largo del sistema del Gran Valle del Rift. En Etiopía es conocida por su nombre amhárico qwolqwal.

## Ecología
Se encuentra en las pendientes rocosas y planas bien drenadas; cerca de termiteros; con especies de Combretum o Acacia tortilis subsp. spirocarpa, en bosques de hoja caduca o de matorrales; en suelo de laterita en el denso bosque de Acacia, Commiphora, a una altitud de (15 -) 900 a 2000 metros.
Está muy estrechamente relacionada con Euphorbia ingens.

## Propiedades
E. candelabrum es usado en la medicina tradicional Etíope. Mezclada con miel se usa como purgativo contra la sífilis y mezcladas con otras plantas medicinales para tratar los síntomas de la  lepra. Esta planta tiene poco valor comercial, aunque  Richard Pankhurst documenta dos diferentes establecimientos cerca de Keren en Eritrea donde recolectaban la goma de esta planta desde el año 1935, pero no se ha probado su viabilidad comercial.

## Taxonomía
Euphorbia candelabrum fue descrita por Trémaux ex Kotschy y publicado en Mitteilungen der Geographischen Gesellschaft 1(2): 169. 1857.
Etimología
Euphorbia: nombre genérico que deriva del médico griego del rey Juba II de Mauritania (52 a 50 a. C. - 23), Euphorbus, en su honor – o en alusión a su gran vientre –  ya que usaba médicamente Euphorbia resinifera. En 1753 Carlos Linneo asignó el nombre a todo el género.
candelabrum: epíteto latino que significa "como un candelabro".
Variedades
Algunas autoridades dividen esta especie en dos variedades:
- Euphorbia candelabrum var. bilocularis y
- Euphorbia candelabrum var. candelabrum.

Sinonimia
- Euphorbia bilocularis N.E.Br.
- Euphorbia reinhardtii var. bilocularis (N.E.Br.) Oudejans
- Euphorbia calycina N.E.Br.
- Euphorbia confertiflora Volkens
- Euphorbia murielii N.E.Br.
- Euphorbia reinhardtii Volkens[6]